# Estadio Juana de Arco
El estadio Juana de Arco fue un estadio de béisbol de Barranquilla, Colombia, que funcionó entre 1928 y 1935, cuando fue demolido para construirse en su sitio el estadio Romelio Martínez. El Juana de Arco era propiedad del colegio lasallista Biffi-LaSalle, fue construido bajo la dirección del hermano Pedro y se adecuaba también para la práctica del fútbol.
El nombre del estadio probablemente fue un homenaje a Juana de Arco, canonizada en 1920, es decir, ocho años antes de la construcción del escenario.